# Tsada
Tsada (in greco Τσάδα?) è una comunità (in greco κοινότητα?, koinótita) del distretto di Pafo, a Cipro, a 8 chilometri a nord del centro della città di Pafo.

## Geografia fisica
La comunità si trova ad un'altitudine di 615 metri sul livello del mare e riceve una piovosità media annua di circa 610 mm/anno. La comunità si trova a circa 10 km dalla città di Pafo. A causa della sua altitudine, Tsada ha un clima relativamente mite, abbastanza freddo in inverno e fresco in estate. Tsada confina a nord-est con i villaggi di Kallepia (3,5 km), Letimbou (6 km) e Polemi (8 km). A sud è collegata con il villaggio di Armou (6 km). A sud-ovest è collegata con Tala e il monastero di Agios Neophytos.

## Storia
Il villaggio conobbe una crescita costante della popolazione dal 1881 al 1946. Nel 1881 la sua popolazione era  di 383 abitanti, passando a 438 nel 1891, a 536 nel 1901, a 650 nel 1911, a 712 nel 1921, a 742 nel 1931 e a 953 nel 1946. Nel 1960, la popolazione diminuì sino a 907 abitanti, aumentò sino a 909 nel 1973, ma scese a 878 abitanti nel 1976 e a 815 nel 1982. Nel censimento del 2001, la comunità era di 680 abitanti. La terra di Tsada, non essendo fertile, non poteva fornire un lavoro soddisfacente, e molti giovani, in particolare, emigrarono all'inizio del XX secolo per cercare fortuna altrove. La tendenza degli abitanti a emigrare è proseguita inizialmente con il trasferimento a Nicosia e Limassol, ma in seguito anche alla città di Pafo, causando la forte diminuzione dei matrimoni nel villaggio alla fine del XX secolo. Tsada non è citata dalle fonti medievali, almeno sotto il suo nome attuale, quindi si può concludere che si tratta di una fondazione moderna. Antiche mappe segnano un insediamento, chiamato Coria ("Curia"), che esisteva durante il Medioevo in un'altra posizione. Tracce di un antico insediamento (rovine della chiesa di Ani Stassi-Anastasiou e un vecchio mulino ad acqua), situato tra Tsada e Mesogi, potrebbero appartenere a questo insediamento più antico, come testimonia la tradizione orale di nominare il villaggio.

## Economia

### Agricoltura
La coltivazione di cereali, ma principalmente l'allevamento di ovini e caprini, furono le occupazioni principali degli abitanti di Tsada fino alla metà del XX secolo. La viticoltura, che esisteva già in età antica, ma non nelle sue dimensioni attuali, è stata sistematicamente intensificata negli anni '60 con la messa a coltura di massa di vigneti, sino a diventare la principale occupazione e la principale fonte di reddito per la maggior parte della comunità. Oltre ai vigneti, nella regione vengono coltivati cereali, erbe, carrube, olive, noci, mandorle, alcuni alberi da frutto (mele, pere e arance) e poche verdure e legumi.

### Turismo
Nella comunità di Tsada ci sono la chiesa di Panagia Chryseleousa, il monastero di Stavros Mithithi e le cappelle di Agia Marina, Aghios Konstantinos ed Eleni, nonché Agia Elisa. Nell'insediamento sono anche degne di menzione le antiche fontane di pietra del villaggio (Gerolakkos, Rodion e Peathkia-Pigadia), nonché la chiesa centrale del villaggio, Panagia Chryseleousa, con un'icona miracolosa. Nell'insediamento è anche possibile visitare il Museo, e la cantina locale in pietra. Tsada è il luogo di nascita di Evagoras Pallikarides, un membro dell'EOKA giustiziato dagli inglesi.